# أقمار أورانوس

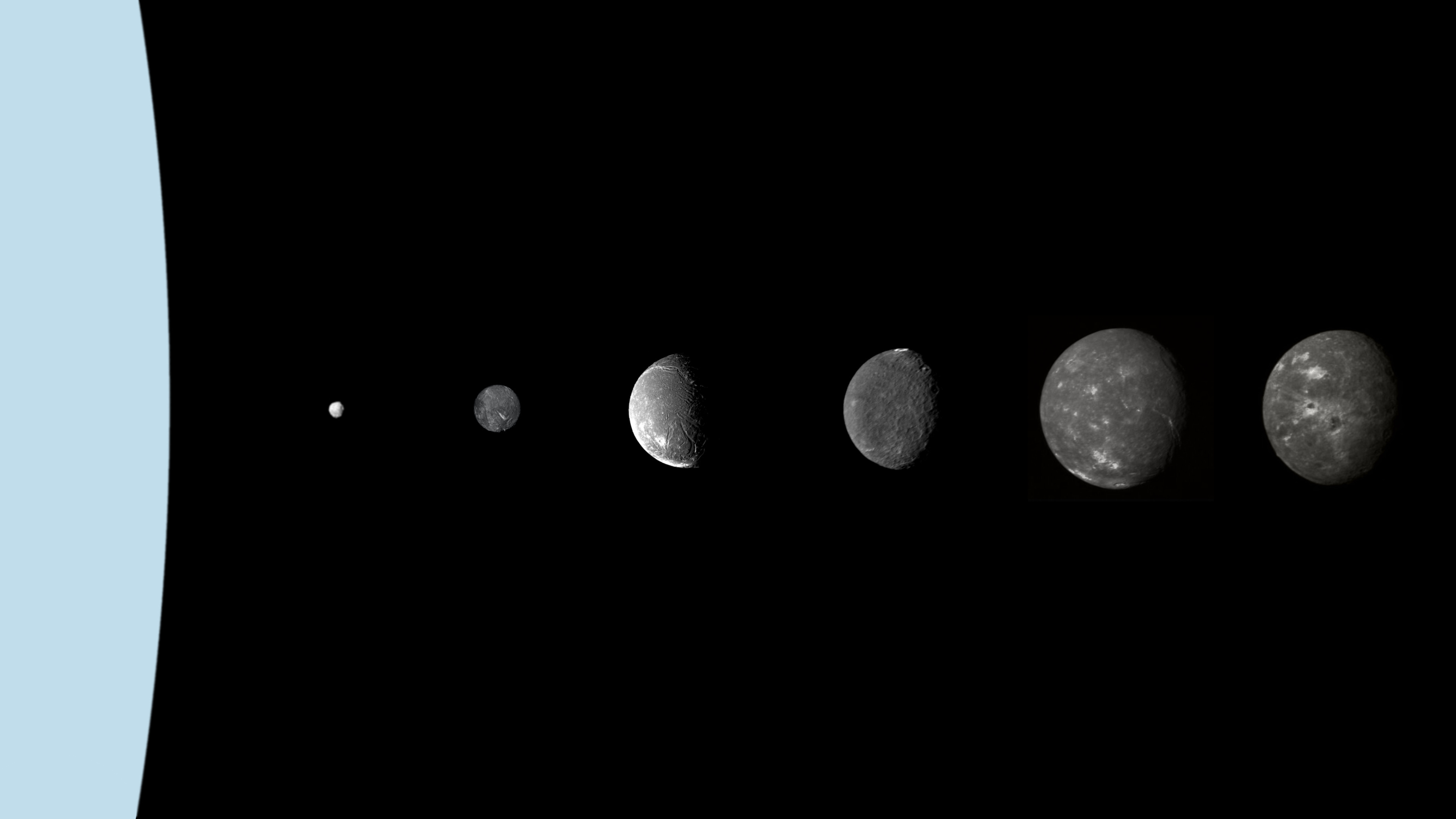
أورانوس وستة أقمار أكبر مقارنة في أحجامها النسبية المناسبة والمواضع النسبية. من اليسار إلى اليمين : كرة الصولجان، ميراندا، أرييل، Umbriel، التيتانيوم وأوبيرون.

أورانوس هو الكوكب السابع في المجموعة الشمسية، وله 27 قمراً، مسماة على اسم شخصيات من أعمال كل من ويليام شكسبير وألكسندر بوب اكتشف وليام هيرشيل أول قمرين ( تيتانيا وأوبيرون) عام 1787، واكتُشف قمران كرويان آخران (أريل وأومبريل) عام 1851 على يد ويليام لاسيل. وفي عام 1948 عثر جيرارد كايبر على القمر ميراندا ثم اكتُشفت أقمارة المتبقية بعد عام 1985، إما أثناء رحلة فوياجر 2 أو بمساعدة التلسكوبات الأرضية المتقدمة.

## الاكتشاف
تم اكتشافه في 11 يناير 1787، بعد ست سنوات من طرح المناقشة، ثم بعد ذلك قدم نجله أيضا نفس الأسماء للأقمار، التي تم أكتشافها في عام 1852، وكانت آن ذاك أربعة أقمار، ثم بعد ذلك بقرن تقريبا تم تقديم اكتشافات أخرى، في عام 1948، قام جيرارد كايبر في مرصد ماكدونالد قام باكتشاف اصغر الأقمار الخمسة الكروية والكبيرة، القمر ميراندا.، بعد ذلك بفترة، قام مسبار الفضاء فوياجر 2 واثناء تحليقة في يناير كانون الثاني عام 1986 باكتشاف 10 أقمار داخلية أخرى.قُدم هذا الاكتشاف، بعد دراسة الصور الفوتوغرافية. المأخوذه من الجولة.
وكان كوكب اورانوس اخر العملاقة الغازية بدون اقمار غير نظامية، وفي عام 1997، تم تحديد تسعة أقمار غير نظامية بعيدة باستخدام التلسكوبات الأرضية وذلك باستخدام تلسكوب الفضاء هابل في عام 2003، القمر مارجريت كان آخر قمر تم أكتشافة محاذي للكوكب اورانوس.

## خصائص ومجموعات

تخطيط لنظام الأقمار الدائري لكوكب أورانوس.

نظام أقمار الكوكب أورانوس هو الأقل ضخامة من بين الكواكب العملاقة الغازية الأخرى، والكتل المجتمعة من الأقمار الخمس الكبرى أقل من نصف كتلة ترايتون (سابع أكبر قمر في المجموعة الشمسية) وحده.

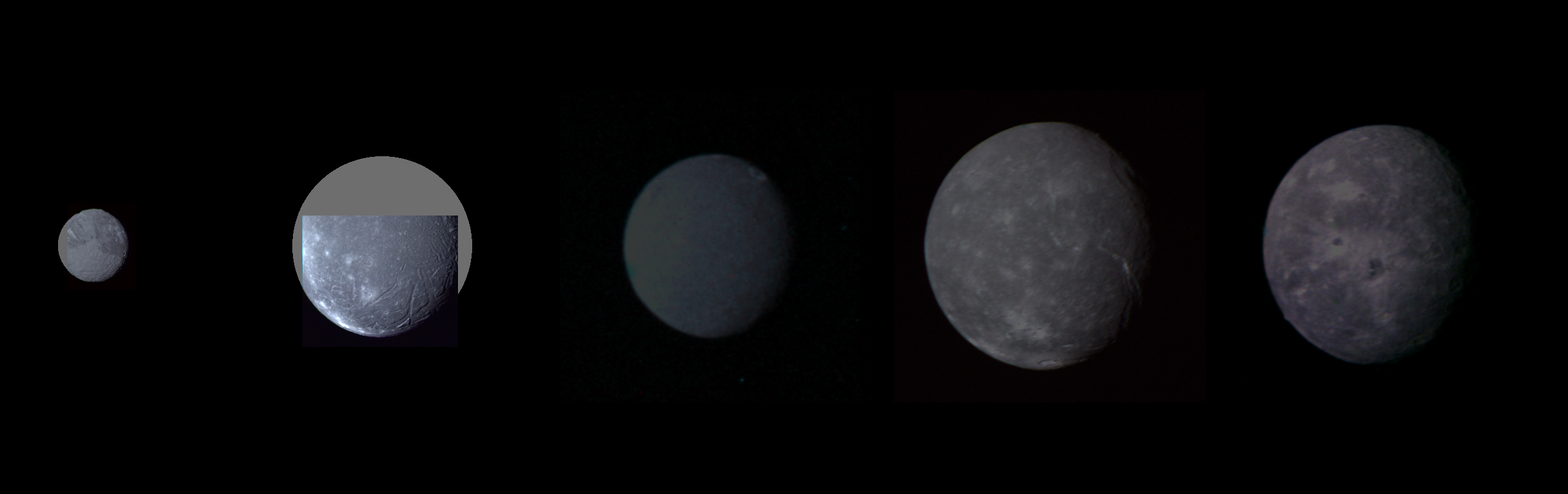
أقمار أورانوس، أكبر من خمسة في مقارنة أحجامها النسبية المناسبة والسطوع. من اليسار إلى اليمين (في ترتيب تزايد المسافة من أورانوس): ميراندا - أرييل - تايتان - أوبيرون.

## أكبر الأقمار
لـ أورانوس خمسة أقمار رئيسية هي: ميراندا، أرييل، Umbriel، التيتانيوم وأوبيرون. وهي تتراوح في قطرها من 472 كيلومتر عن ميراندا إلى 1578 كيلومتر عن التيتانيوم.
جميع الأقمار كبيرة نسبيا وهي معتمه من شدة الظلام ويرسم البياض فيها على شكل هندسي يختلف في نطاقه ما بين 30-50 ٪، في حين البياض السندات هو ضمن مجموعة من 10-23 ٪.
Umbriel هو أحلك قمر وارييل هو ألمع قمر. أحجامها تتراوح ما بين 6,7 × 1019 كلغ (ميراندا) إلى 3,5 × 1021 كلغ (التيتانيوم) - على سبيل المقارنة مع قمر الأرض وله كتلة من 7,5 × 1022 كلغ.
ويعتقد أن الأقمار الرئيسية لأورانوس قد تشكلت في القرص التراكمي، والذي كان قائما حول أورانوس لبعض الوقت بعد تشكيله أو نتيجة لتأثير كبير يعاني منها أورانوس في وقت مبكر من تاريخه.